# Ludi inwalidy
Ludi inwalidy (ros. Люди инвалиды) – rosyjska wersja drugiego anglojęzycznego albumu t.A.T.u. – Dangerous and Moving. Płyta przeznaczona jest głównie na rynek rosyjski – jej premiera odbyła się 19 października 2005 r. Krążek wydany został także w kilku innych krajach, m.in. w Japonii, Meksyku czy Polsce. 
Wydawnictwo zawiera cztery rosyjskie wersje piosenek z albumu Dangerous and Moving, dwa utwory w języku angielskim: All About Us oraz nieco dłuższą wersję Loves Me Not i zupełnie nowe rosyjskojęzyczne kompozycje.

## Lista utworów
1. Ludi inwalidy (Intro) (M: Szapovalov)
2. Nowaja modiel (M: Galoyan / Sł: Polienko)
3. Obiezjanka nol (M: Adariczew, Pokutnyj / Sł: Polienko)
4. Loves Me Not
5. Kosmos (M: Galoyan / Sł: Polienko)
6. Ty sogłasna (M: Adariczew, Pokutnyj / Sł: Polienko)
7. Niczja (M: Nikkerman / Sł: Nikkerman, Polienko)
8. Wsia moja lubow´ (M: Galoyan / Sł: Polienko, Kiereszanbaum)
9. All About Us
10. Czto nie chwatajet (M/Sł: Demyan)
11. Ludi inwalidy (M: Szapovalov / Sł: Polienko)

## Singel
Jedynym singlem promującym album Ludi inwalidy jest piosenka o tym samym tytule wydana tylko w Rosji w 2005 roku. 

## Notowania
| Kraj/Region | Pozycja | Status  | Sprzedaż |
| ----------- | ------- | ------- | -------- |
| Meksyk      | 7       |         |          |
| Rosja       | 1       | Platyna | 300 000  |
| Świat       | -       |         | 350 000  |